# George Cary Comstock

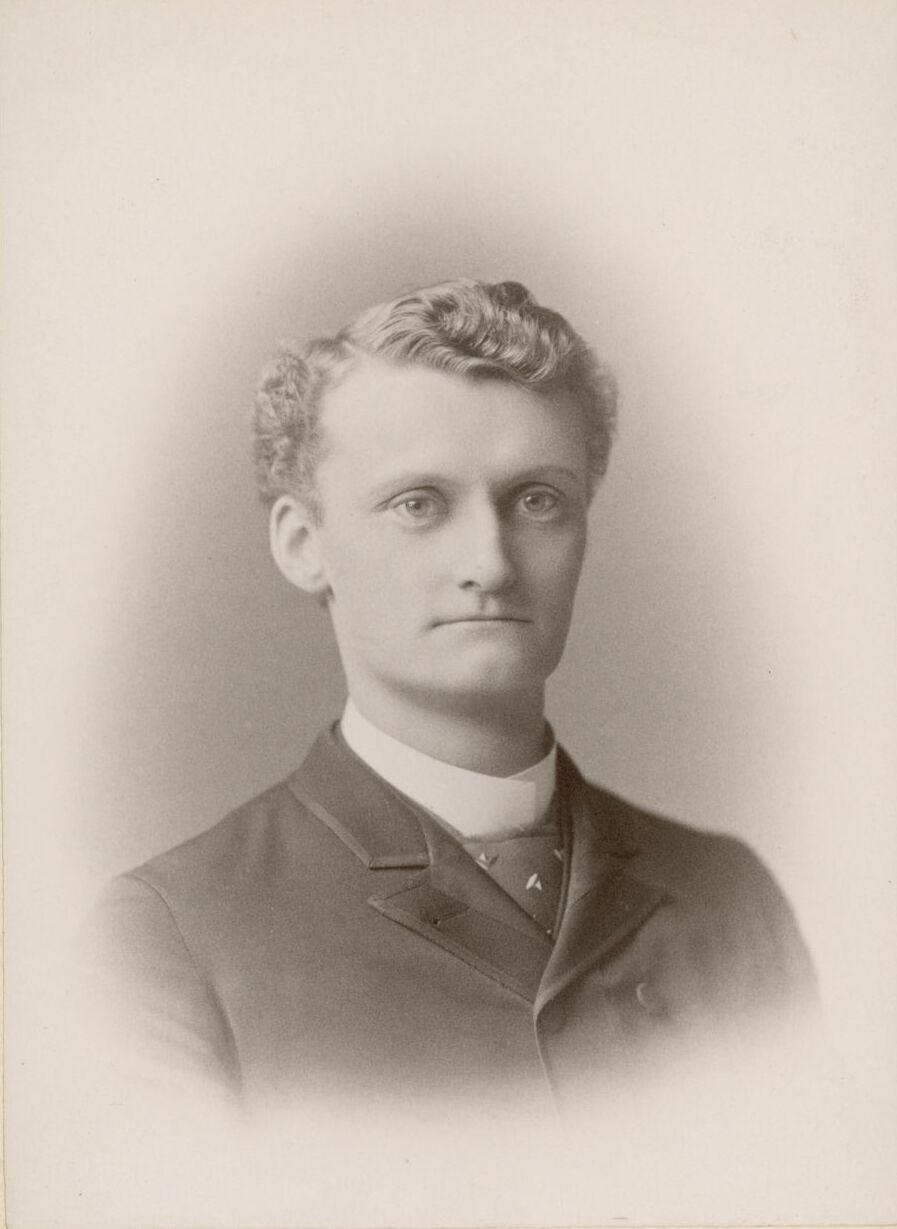
George Cary Comstock (1888)

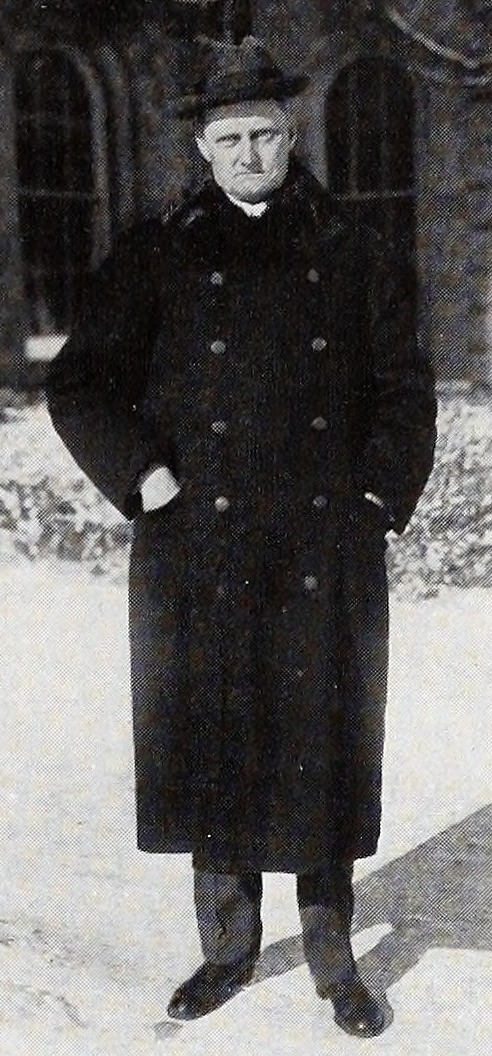
George Cary Comstock (1917)

George Cary Comstock (* 12. Februar 1855 in Madison, Wisconsin; † 11. Mai 1934 in Beloit, Wisconsin) war ein US-amerikanischer Astronom an der University of Wisconsin, Madison.

## Leben und Wirken
George C. Comstock studierte ab 1873 an der University of Michigan in Ann Arbor Mathematik und Astronomie. Hier lernte er Franz Brünnow kennen, den Leiter des dortigen Detroit Observatory, und dessen Nachfolger James Craig Watson. Als Student arbeitete er jeweils halbjährig für das United States Lake Survey. Nach seinem Abschluss 1877 (Ph.B.) folgte er Watson als dessen Assistent an das Washburn Observatory in Madison und wurde dort – nach Watsons frühem Tod – auch Assistent von dessen Nachfolger, Edward S. Holden. Holden wiederum folgte er an das Lick Observatory nahe San José, Kalifornien. Aus Unsicherheit über die eigenen Karriereaussichten in der Astronomie studierte Comstock ab 1883 zusätzlich Rechtswissenschaft und wurde 1883 zwar als Anwalt zugelassen, arbeitete aber nie als solcher.
1885 erhielt Comstock eine Professur für Mathematik an der neu gegründeten Ohio State University in Columbus, Ohio, wurde aber bereits 1887 als Leiter des Washburn Observatory und Professor für Astronomie an die University of Michigan berufen. Hier entwickelte er ein vorgeschaltetes Prisma vor dem Teleskop und konnte mit dessen Hilfe unter anderem die Aberrationskonstante mit bisher größter Genauigkeit bestimmen. Außerdem befasste er sich intensiv mit der Refraktion in Abhängigkeit von der relativen Luftfeuchtigkeit. Zu zahlreichen weiteren astronomischen Problemen konnte Comstock Beiträge leisten, darunter die Beobachtung von kleinen Planeten, die Bedeckung während einer Mondfinsternis, die Beobachtung des Mars, Bestimmung der Parallaxe während der solaren Opposition von (221) Eos im Jahre 1900 oder die Vermessung von Doppelsternen und die Colorimetrie von Sternen. Er konnte nachweisen, dass der Mond keine oder eine nur zu vernachlässigende Atmosphäre hat und trug zur Beobachtbarkeit sehr lichtschwacher Sterne bei.
Eine Berufung auf eine Professur für Mathematik bei der United States Navy, verbunden mit der Leitung des Nautical Almanac lehnte Comstock 1897 ab. Er gehörte 1899 zu den Gründern der American Astronomical Society (AAS) und wurde ihr erster Sekretär, 1925 ihr Präsident. Für die AAS organisierte er 1910 die systematische Beobachtung des Halleyschen Kometen. Comstock veröffentlichte mehrere Lehrbücher, 1890 An Elementary Treatise upon the Method of Least Squares, with Numerical Examples of its Application, 1901 Text-Book of Astronomy, 1903 Field Astronomy for Engineers und 1919 The Sumner Line. 1904 wurde er Leiter der Graduate School der University of Wisconsin, zuletzt war er bis 1920 Dekan. 1922 ging George C. Comstock in den Ruhestand.
Comstock war seit 1894 mit Esther Cecile Everett (1861–1945) verheiratet. Das Paar hatte eine Tochter. George Comstock starb an den Folgen einer Lungenembolie. Sein Grab befindet sich auf dem Forest Hill Cemetery in Madison, Wisconsin.

## Auszeichnungen (Auswahl)
- 1887 Fellow der American Association for the Advancement of Science
- 1899 Mitglied der National Academy of Sciences[1]
- 1907 Ehrendoktorat der University of Illinois und Ehrendoktorat der University of Michigan.
- 1913 Mitglied der American Academy of Arts and Sciences[2][3]
- 1925–1928 Präsident der American Astronomical Society[4]

Der Mondkrater Comstock wurde 1970 nach ihm benannt.